# Perxa (atletisme)

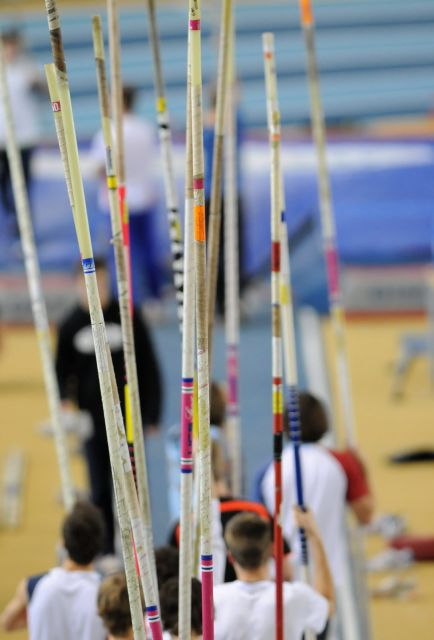
Perxes variades.

La perxa és una barra amb una longitud compresa habitualment entre els 4 i els 5 metres i que és usada en el salt amb perxa.
Al llarg de la història de l'atletisme, s'han utilitzat perxes de diferents materials, començant per materials poc flexibles com piques de fusta, metall i més tard de bambú, un material que, com que es doblega, va revolucionar el salt amb perxa. A partir dels anys 60, va començar una altra revolució del salt amb perxa quan es va començar a utilitzar la fibra de carboni per a les perxes. Aquest material tenia una flexibilitat mai vista abans, però que més tard va ser millorada amb les perxes fetes de fibra de carboni i fibra de vidre, en què es fa servir fibra de vidre a la part central, què és més flexible, i fibra de carboni als extrems, on no interessa que es doblegui gaire.

## Tipus
Les perxes tenen uns nombres que ajuden a identificar-les:
- El primer nombre és la llargada de la perxa, i es mesura en metres: és la distància d'un extrem a l'altre de la perxa.
- EL segon nombre és la duresa de la perxa, i es mesura en lliures: aquest ens senyala quin és el pes màxim que suportarà la perxa.
- El tercer nombre és la flexibilitat de la perxa, i es mesura en mil·límetres: aquest nombre indica la força que cal fer perquè la perxa es doblegui. Es calcula posant un pes estàndard al centre de la perxa i mesurant la flexió.

Així doncs, una perxa de 4,30/180/20 té 4,30 m de llargada, un pes màxim recomanat de 82,6 kg. i una flexibilitat de 20mm després de posar-hi el pes estàndard.

## Altres dades
- Una de les perxes que va utilitzar Sergei Bubka, el posseïdor del rècord del món, era una perxa de 5,20/220/10.